# Stanley Norman
Le Stanley Norman est un skipjack de la baie de Chesapeake, construit en 1902 par Otis Lloyd à Salisbury dans le Maryland. C'est un bateau de pêche traditionnel de la baie, sloop à deux voiles équipé d'une dérive.
Le skipjack est devenu Bateau d'État en 1985.

## Historique
Stanley Norman est l'un des 35 skipjacks traditionnels survivants de la baie de Chesapeake et était membre de la dernière flotte de voile commerciale aux États-Unis. Le navire a été largement reconstruit et rénové de 1976 à 1980. 
En 1990, le navire a été vendu à la Chesapeake Bay Foundation (en) et est basé à Annapolis, utilisé comme navire d'enseignement. Le 9 décembre 2003, un incendie dans la cabine a causé quelques dégâts, mais il n'y a pas eu de dégâts majeurs.
Le navire est basé à Annapolis et opère également à partir du Chesapeake Bay Maritime Museum à St. Michaels dans le comté de Talbot, Maryland. Le programme d'enseignement à bord couvre l'histoire et les problèmes actuels du Chesapeake, y compris la vie du batelier de la baie, et permet aux participants de draguer les huîtres et d'effectuer des tests de qualité de l'eau. 
Le Stanley Norman a été retiré de la flotte de la Chesapeake Bay Foundation à l'été 2020. Il a été inscrit au registre national des lieux historiques depuis 1985.